# 趙來亨
趙來亨（1543年—？），字修甫，號桂陽，江西南昌府南昌縣人，民籍，明朝政治人物。

## 生平
嘉靖四十三年（1564年）甲子科江西鄉試第七十二名舉人，四十四年（1565年）中式乙丑科會試第三百十名，未殿試。隆慶二年（1568年）中式戊辰科會試第一百五名，二甲第二十五名進士。刑部觀政，本年六月授高郵州知州，四年（1570年）二月致仕。

## 家族
曾祖趙文獻，壽官；祖父趙輔，庠生；父趙惟興，府同知。前母程氏；母龔氏。